# Henri Glæsel
 Henri Carl August Glæsel (19. marts 1853 i Nymølle, Søllerød – 12. juli 1921) var en dansk arkitekt, byrådsmedlem og statsinventarie-inspektør, bror til Edvard Glæsel.
Henri Glæsel var søn af fabrikbestyrer, senere sekretær ved de jyske jernbaner Julius August Glæsel (1813-1874) og Henriette Danchell (1831-1915). Han var i snedkerlære, dimittent fra C.V. Nielsens Tegneskole optaget på Kunstakademiet i oktober 1871, besøgte dette til januar 1874 og oktober 1876 til april 1878, studerede derefter på École nationale supérieure des Beaux-Arts, Paris. Han udstillede på Rådhusudstillingen 1901.
Fra 1888 var Glæsel inspektør og -sekretær for Statsinventarie-kommissionen, der var ansvarlig for alt indbo i de statslige og kongelige bygninger. Han var desuden formand for Dansk Arkitektforening fra 1918 til sin død og medlem af Frederiksberg Kommunalbestyrelse 1901-1904.
Han var gift med Ingeborg Glæsel, født Fritsche (1865-1947). Sammen havde de datteren Karen Glæsel (1890-1978), der blev kvindesagsforkæmper.
Han var Ridder af Dannebrogordenen, modtog Dannebrogordenens Hæderstegn og var desuden ridder af Æreslegionen, af Græske Frelserorden, af Mecklenborgske Husorden af den Vendiske Krone, af den Russiske Skt. Stanislaus Orden og af Siamesiske Krone Orden.

## Værker
- Magasin du Nord, Kongens Nytorv, København (1893-94, sammen med Albert Jensen)
- Tuborgs Fabrikker samt direktørboligen Hvide Villa, Strandvejen 48-50, Hellerup (1902-03, alt nedrevet 1963 og 1998 på nær bryghuset, der er ombygget)
- Herregårdene Vanås, Jordberga og Havgård i Skåne
- Grosserer Christian Tetzen-Lunds villa i Julebæk (fra 1958 Hjemmeværnets Politikompagnis Skole, nedbrændt 1963 og nedrevet)